# Antic Sindicat Agrícola (Sant Quirze del Vallès)
L'Antic Sindicat Agrícola és una obra noucentista de Sant Quirze del Vallès (Vallès Occidental) inclosa a l'Inventari del Patrimoni Arquitectònic de Catalunya.

## Descripció
Edifici de planta rectangular del qual la façana principal és una mostra de l'arquitectura primigènia. La planta baixa, tot i que no conserva totalment la seva antiga fisonomia, té encara unes motllures decoratives en filera de petits dentellons, com a separació entre el registre de planta i pis.
Al pis, hi ha un repartiment d'espais i obertures dins la simetria del classicisme que retorna amb l'estètica del Noucentisme. L'espai central ubica tres finestrals d'idèntiques mides i tipologies (conjuminació rectangular i arc de mig punt a la part superior) separats entre sí per un pany de paret, que presenten motllures decoratives a nivell de l'arrencament de l'arc.
Per donar accés a l'exterior, hi ha una balconada correguda que uneix els tres finestrals amb una barana senzilla de barres verticals (sembla amb seguretat que no és d'origen). A cada costat, sengles finestres rectangulars emmarcades amb motllures (ara tapiades) sobre motllura d'òcul.
Com a elements divisoris dels espais exteriors, motllures de pilars adossats acabats en capitells dins de la tipologia "compostos", volutes i fulles (jònic més corinti).
Després d'una motllura amb filera de dentellons, la cornisa té en el mig un plafó sobresortint amb fons de rajola blanca de ceràmica, on s'inscriu el nom de l'entitat i una data, potser la de construcció de l'edifici, que segons indica correspon a la fundació.
Tot està inscrit dins d'una orla decorativa que segueix el mateix ritme ondulant de la motllura superior que emmarca la cornisa.